# Pico da Vara / Ribeira do Guilherme - Ilha de S. Miguel
Pico da Vara / Ribeira do Guilherme - Ilha de S. Miguel este o arie protejată (arie de protecție specială avifaunistică — SPA) din Portugalia întinsă pe o suprafață de 6.067,28 ha, integral pe uscat.

## Localizare
Centrul sitului Pico da Vara / Ribeira do Guilherme - Ilha de S. Miguel este situat la coordonatele 37°48′N 25°15′W / 37.8°N 25.25°V.

## Înființare
Situl Pico da Vara / Ribeira do Guilherme - Ilha de S. Miguel a fost declarat arie de protecție specială avifaunistică în martie 1990 pentru a proteja 10 specii de plante și 8 specii de animale.

## Biodiversitate
Situată în ecoregiunea , aria protejată conține 6 habitate naturale: Pajiști macaroneziene cu vegetație endemică, Pajiști mezofile macaroneziene, Mlaștini oligotrofe degradate, capabile încă de regenerare naturală, Turbării de acoperire (* exclusiv pentru turbării active), Mlaștini împădurite, Păduri macaroneziene de dafin (Laurus, Ocotea).
La baza desemnării sitului se află mai multe specii protejate:
- plante (10): Arceuthobium azoricum, Chaerophyllum azoricum, Culcita macrocarpa, Erica scoparia subsp. azorica, Frangula azorica, Picconia azorica, Prunus lusitanica subsp. azorica, Rumex azoricus, Trichomanes speciosum, Woodwardia radicans
- păsări (8): rață pitică (Anas crecca), Calonectris diomedea, Columba palumbus azorica, becațină comună (Gallinago gallinago), forfecuță gălbuie (Loxia curvirostra), becațină mică (Lymnocryptes minimus), Plectrophenax nivalis, Pyrrhula murina

Pe lângă speciile protejate, pe teritoriul sitului au mai fost identificate 32 de specii de plante, 23 de specii de păsări.